# Torneio Amistoso da FERJ de 2014
O Torneio Amistoso de 2014 foi a primeira edição do torneio organizado pela Ferj. A intenção do torneio é deixar ativo times que não disputam nenhuma das três divisões do Campeonato Carioca.

## Participantes
| Equipe         | Cidade             | Estádio (mando)     | Capacidade | Títulos (último) | Forma de classificação |
| -------------- | ------------------ | ------------------- | ---------- | ---------------- | ---------------------- |
| Bela Vista     | Niterói            | Roberto Velasco     | 0          | 0                | (convidado)            |
| Búzios         | Búzios             | Municipal de Búzios | 500        | 0                | (convidado)            |
| Everest        | Rio de Janeiro     | Ademar Bebiano      | 1 000      | 0                | (convidado)            |
| Imperial       | Petrópolis         | Osório Júnior       | 5 000      | 0                | (convidado)            |
| EC Itatiaia    | Itatiaia           | Antônio Corrêa      | 0          | 0                | (convidado)            |
| Juventus       | Rio de Janeiro     | Realengo FC         | 0          | 0                | (convidado)            |
| Mesquita       | Mesquita           | Louzadão            | 6 000      | 0                | (convidado)            |
| Paraíba do Sul | Paraíba do Sul     | Marcelão            | 2 200      | 0                | (convidado)            |
| Rio de Janeiro | Magé               | Pau Grande          | 0          | 0                | (convidado)            |
| São José       | Itaperuna          | Rosa Guimarães      | 0          | 0                | (convidado)            |
| Tomazinho      | São João de Meriti | Beronhão            | 0          | 0                | (convidado)            |